# Symbiodinium
Symbiodinium je največja in najbolj razširjena skupina fotosintetskih dinoflagelatov, ki v splošnem spadajo med alge. So endosimbionti, kar pomeni, da bivajo v sožitju z drugimi organizmi znotraj njihovih telesnih celic (intracelularno), predvsem z mnogimi tropskimi ožigalkarji, kot so koralnjaki, morske vetrnice in klobučnjaki, pa tudi z nekaterimi spužvami, migetalkarji in luknjičarkami. Izjema pri tem so mnogi mehkužci, pri katerih alge bivajo v medceličnem prostoru (intercelularno). Alge vstopijo v celice preko fagocitoze.
Gostiteljski organizem izrablja produkte fotosinteze, tj. hranila v obliki ogljikovih hidratov in kisik, v zameno za to pa alge dobijo anorganske snovi, tj. ogljikov dioksid, nitrite in fosfate. Ožigalkarji, ki živijo v sožitju s temi algami, naseljujejo predvsem topla morska okolja, kjer je razpoložljivih hranil le malo (oligotrofna okolja). Dotične alge tako sodijo med najpogostejše evkariontske mikrobe na koralnih grebenih in so izjemno pomembne za obsežno rast koral: v nasprotju z drugimi fotosintetskimi organizmi te alge posredujejo gostiteljskemu organizmu kar 95 % vseh hranil.
V literaturi se ponekod to skupino alg označuje z izrazom zooksantele, živali, ki živijo v sožitju z njimi, pa zooksantelati. Prvi izraz pogosto prišteva zraven še druge zlato-rjave endosimbionte, kot so drugi dinoflagelati in diatomeje, zato se ga opušča.